# Naser Al-Sohi
Naser Al-Sohi (Kuwait; 24 de agosto de 1974 – Kuwait City, Kuwait; 28 de julio de 2004) fue un futbolista de Kuwait que jugó en la posición de centrocampista.

## Carrera

### Club
| Periodo   | Club                         |
| --------- | ---------------------------- |
| 1991–2004 | Al-Tadamon SC                |
| 1995      | → FC Dinamo de Kiev (cedido) |
| 2001-2002 | → Al-Arabi (cedido)          |
| 2002      | → Al-Najma Club (cedido)     |

### Selección nacional
Jugó para Kuwait en 23 ocasiones de 1994 a 2001 y anotó un gol; participó en la Copa Asiática 2000 y en los Juegos Asiáticos de 1994.